# Divize B 2010/2011
V soubojích 46. ročníku České Divize B 2010/2011 (jedna ze skupin 4. nejvyšší fotbalové soutěže) se utkalo 16 týmů dvoukolovým systémem podzim - jaro. Tento ročník začal v sobotu 7. srpna 2010 úvodními dvěma zápasy 1. kola a skončil v neděli 19. června 2011 závěrečným zápasem 30. kola, kterým bylo pražské derby FK Admira Praha - FK Meteor Praha..

## Nové týmy v sezoně 2010/11
- Z ČFL 2009/10 sestoupilo do Divize B mužstvo FK Slavoj Vyšehrad.
- Z Přeboru Středočeského kraje 2009/10 postoupilo ze čtvrtého místa mužstvo FK Polepy[2].
- Z Přeboru Ústeckého kraje 2009/10 postoupilo vítězné mužstvo SK Roudnice nad Labem.
- Mužstvo FK Meteor Praha přešlo z Divize A 2009/10.
- Mužstvo FC Český Dub přešlo z Divize C 2009/10.

## Současné týmy
| Klub                  | sezona 2009/20110       |
| --------------------- | ----------------------- |
| SK Viktorie Jirny     | 1. místo                |
| SK Sokol Brozany      | 3. místo                |
| FK Admira Praha       | 4. místo                |
| SK Roudnice nad Labem | 1. místo krajský přebor |
| FK Meteor Praha       | 5. místo divize A       |
| FK Slavoj Vyšehrad    | 17. místo ČFL           |
| FK Polepy             | 4. místo krajský přebor |
| FK Teplice B          | 5. místo                |
| FC Český Dub          | 9. místo Divize C       |
| SK Vilémov            | 12. místo               |
| SK Union Čelákovice   | 13. místo               |
| FK Baník Most B       | 9. místo                |
| FC Přední Kopanina    | 11. místo               |
| FK Litvínov           | 7. místo                |
| SK Kladno B           | 10. místo               |
| FK Řezuz Děčín        | 8. místo                |

## Tabulka
Zdroj:
| Poř. | Tým                       | Z  | V  | R | P  | VG | OG | B  |
| ---- | ------------------------- | -- | -- | - | -- | -- | -- | -- |
| 1.   | SK Viktorie Jirny         | 30 | 24 | 4 | 2  | 88 | 27 | 76 |
| 2.   | SK Roudnice nad Labem (N) | 30 | 21 | 2 | 7  | 84 | 38 | 65 |
| 3.   | SK Sokol Brozany          | 30 | 16 | 7 | 7  | 63 | 42 | 55 |
| 4.   | FK Slavoj Vyšehrad (S)    | 30 | 16 | 7 | 7  | 55 | 37 | 55 |
| 5.   | FK Admira Praha           | 30 | 16 | 6 | 8  | 55 | 29 | 54 |
| 6.   | FK Meteor Praha           | 30 | 13 | 6 | 11 | 37 | 47 | 45 |
| 7.   | FK Teplice B              | 30 | 13 | 5 | 12 | 55 | 45 | 44 |
| 8.   | FK Polepy (N)             | 30 | 13 | 5 | 12 | 59 | 61 | 44 |
| 9.   | SK Vilémov                | 30 | 13 | 3 | 14 | 44 | 54 | 42 |
| 10.  | FC Český Dub              | 30 | 10 | 8 | 12 | 56 | 49 | 38 |
| 11.  | FC Přední Kopanina        | 30 | 11 | 4 | 15 | 43 | 53 | 37 |
| 12.  | FK Baník Most B           | 30 | 11 | 3 | 16 | 47 | 61 | 36 |
| 13.  | SK Union Čelákovice       | 30 | 10 | 5 | 15 | 35 | 48 | 35 |
| 14.  | FK Litvínov               | 30 | 9  | 3 | 18 | 31 | 66 | 30 |
| 15.  | SK Kladno B               | 30 | 5  | 4 | 21 | 34 | 68 | 19 |
| 16.  | FK Řezuz Děčín            | 30 | 2  | 2 | 26 | 29 | 90 | 8  |

Poznámky:
- Z = Odehrané zápasy; V = Vítězství; R = Remízy; P = Prohry; VG = Vstřelené góly; OG = Obdržené góly; B = Body; (S) = Mužstvo sestoupivší z vyšší soutěže; (N) = Mužstvo postoupivší z nižší soutěže (nováček)
- Mužstvo SK Viktorie Jirny zvítězilo v soutěži, avšak postup přenechalo týmu SK Roudnice nad Labem.

|  | Postup do ČFL 2011/12                         |
|  | Sestup do Přeboru Ústeckého kraje 2011/12     |
|  | Sestup do Přeboru Středočeského kraje 2011/12 |